# Lambeosaurini
 Lambeosaurini  es una tribu extinta de dinosaurios ornitópodos hadrosáuridos que vivieron durante Cretácico tardío (hace aproximadamente 76.6 a 65 millones de años, entre el Campaniense y el Maastrichtiense), en lo que actualmente es Asia, Norteamérica y posiblemente Europa.

## Descripción

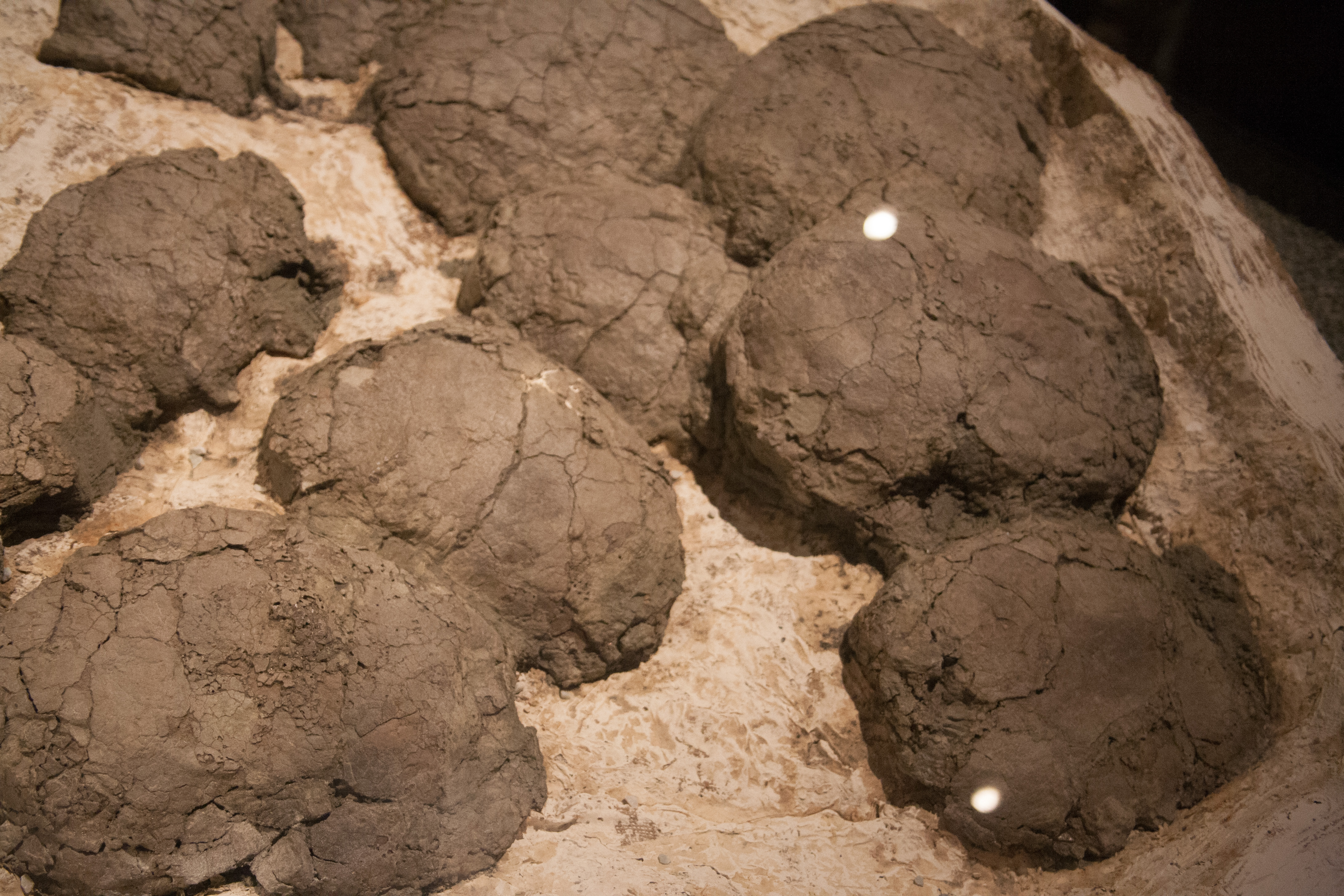
Nido fosílizado de H. stebingeri.

Lambeosaurini es uno de los cuatro taxones a nivel tribu nombrado y definido dentro de la subfamilia Lambeosaurinae. Se caracterizan principalmente por tener el premaxilar y el nasal extendidos formando una cresta hueca, similar al casco corintio o a la cresta presente en el género de aves casuariiformes Casuarius, la cual puede variar de tamaño y forma en cada género y especie.
Michael Brett-Surman otorgó la primera diagnosis al clado (refiriéndose a este como "Corythosaurini") en  1989 de una manera muy simple y breve: "Premaxilar expandido en una cresta hueca similar a un casco corintio; espinas neurales de mayor altura a comparación de los demás hadrosáuridos".
Posteriormente, en 2011, Robert Sullivan y compañía darían la primera diagnosis bien elaborada a este de Lambeosaurini: "El premaxilar tiene un surco vertical en el proceso caudolateral rostral al proceso dorsal maxilar que se extiende verticalmente desde una pequeña abertura lateral entre los procesos caudales premaxilares; la morfología del vestíbulo nasal consiste en un lazo S en los pasajes premaxilares encerrados rostral al proceso dorsal del maxilar; y 13 o menos vértebras cervicales presentes".

## Historia
En 1989 sería Brett-Surman, en su tesis de doctorado, el primero en sugerir que la agrupación de los lambeosaurinos con crestas no tubulares, como el Corythosaurus y el Lambeosaurus, dentro de una tribu la cual denominó Corythosaurini e incluía a ambos géneros mencionados junto a Hypacrosaurus. Un año más tarde, Ralph Chapman junto con Brett-Surman, colaboraron en un capítulo del libro "Dinosaur Systematics",  en el cual reafirman la agrupación de diversos hadrosáuridos, sin embargo, no siguen el mismo formato y en vez de considerar las tribus para la división de las subfamilias, proponen clados informales, donde se refieren a Corythosaurini como "Corythosaur clade". Además incluye a Nipponosaurus y a los ejemplares juveniles asignados al género inválido Procheneosaurus dentro de esta agrupación.
En 2007, David Evans y Robert Reisz definen brevemente a Corythosaurini como "taxones mayormente relacionado con C. casuarius que con P. walkeri", e incluye dentro de este clado a  Olorotitan.
Sullivan y Reisz se basaron en el trabajo anterior y en el 2011 proponen el cambio de Corythosaurini a Lamboesaurini, de acuerdo con el artículo 37.1 de Código Internacional de Nomenclatura Zoológica (1999), donde se estipula que: "Cuando se subdivide un taxón de grupo familiar, el nombre subordinado que contiene el taxón que contiene el género de tipo del taxón superior se denomina con el mismo nombre el nombre nominotípico". Por lo tanto, Lambeosaurus es el género tipo de la subfamilia Lambeosaurinae, y por ende, una subdivisión de esta subfamilia, como lo es la tribu, también debe llevar su nombre, haciendo válido a Lambeosaurini y relegando a Corythosaurini como sinónimo de este. En esta publicación también se incluyen otros géneros dentro de la tribu como a Velafrons y a Amurosaurus y Sahaliyania, sin embargo, estos últimos dos comparten más características entre ellos que con los demás miembros, lo cual podría formar un clado aparte de Lambeosaurini.
En 2013, Albert Prieto Márquez y su equipo de trabajo ratifican la propuesta de Sullivan et al 2011, aunque en esta obra la autoría de la tribu se la otorgan a William Arthur Parks, debido a que este definió y nombró a la subfamilia Lambeosaurinae en 1923. No obstante, Parks nunca menciona la tribu como tal en alguno de sus documentos, por lo tanto, la autoría deberá corresponder a Sullivan y compañía. En este mismo trabajo los géneros de lambeosaurinos españoles Arenysaurus y Blasisaurus son catalogados como miembros de esta tribu, sin embargo, su carácter es fragmentario para atribuirlos a una tribu en específico.

## Galería

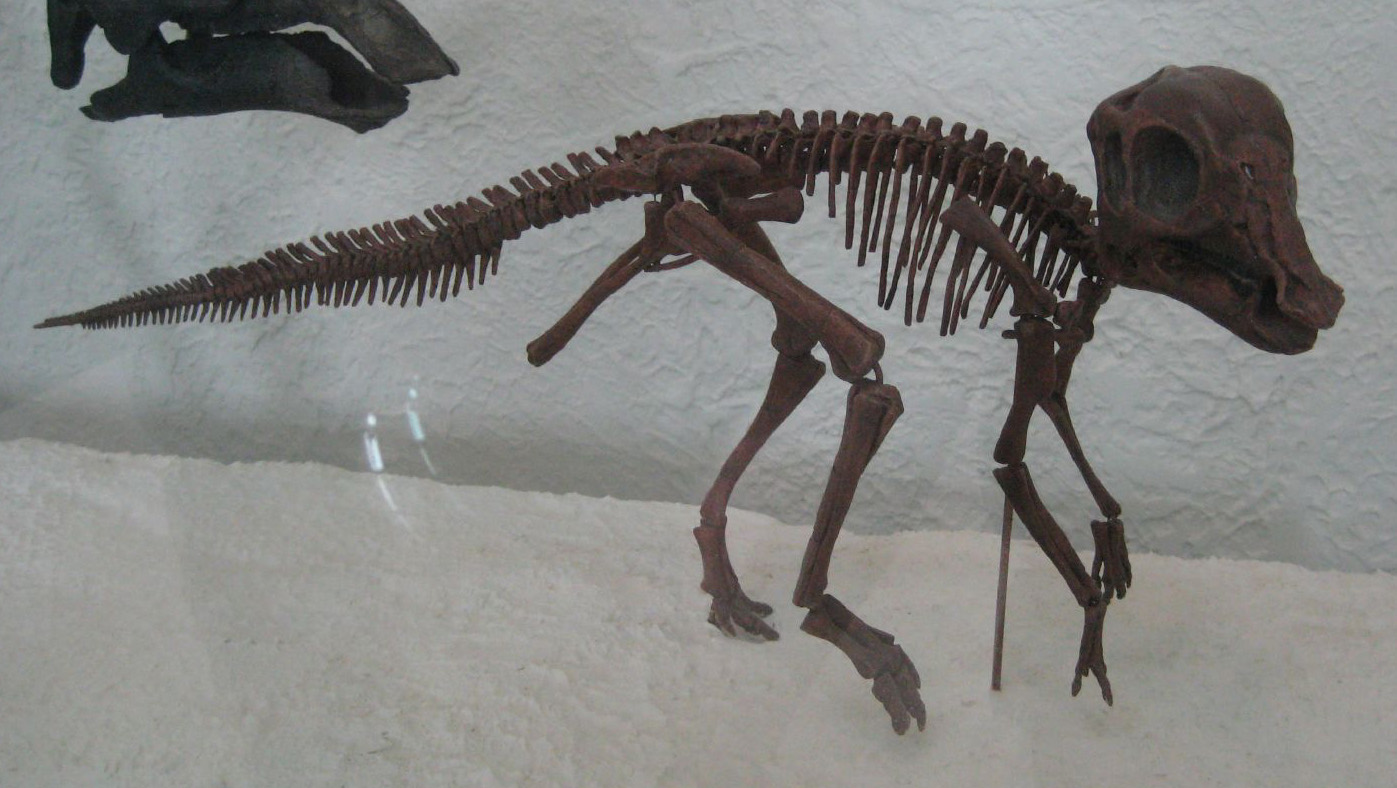
Esqueleto de un bebé de un H. altispinus.
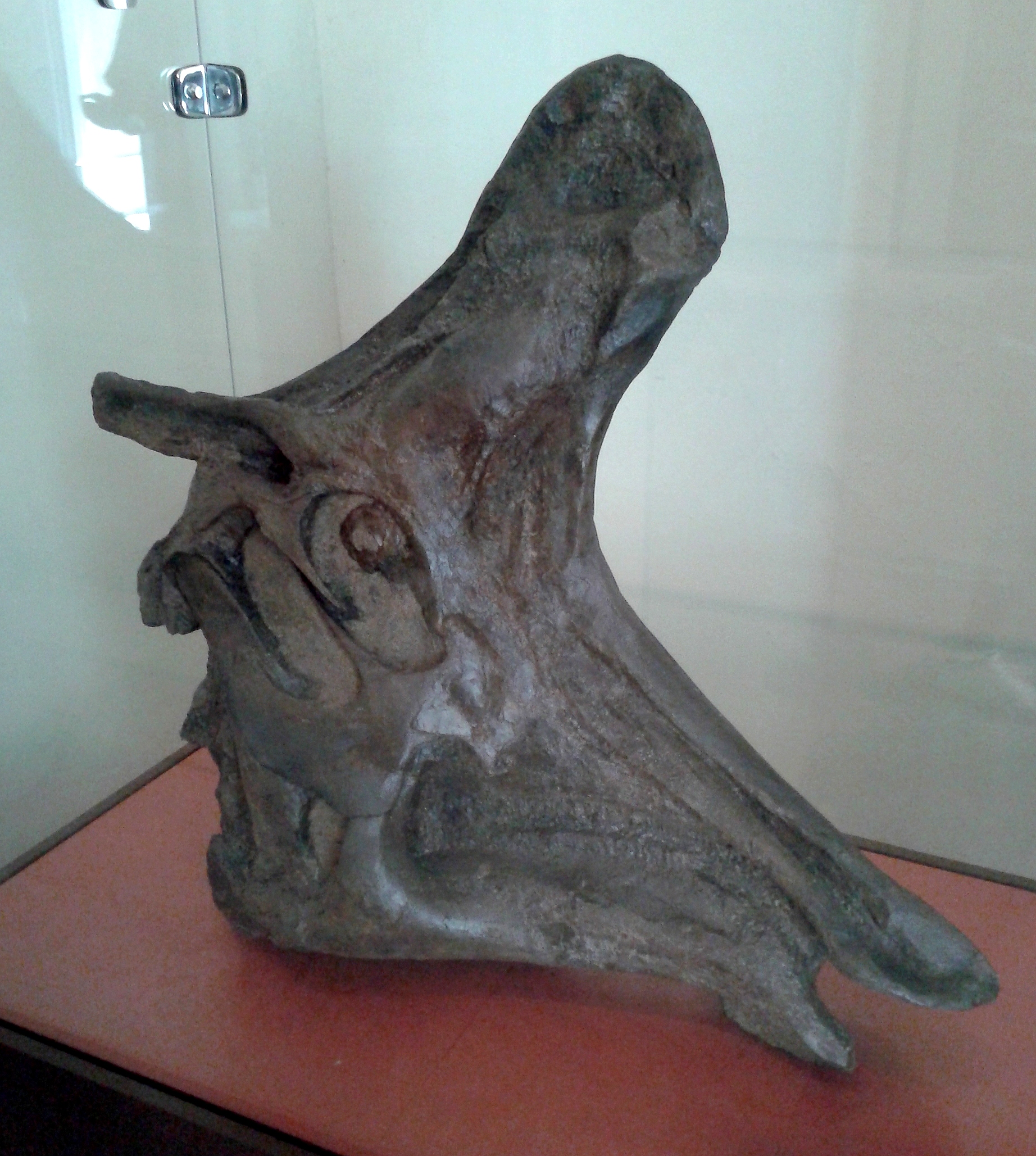
Cráneo de L. lambei en el Museo Nacional de Brasil.
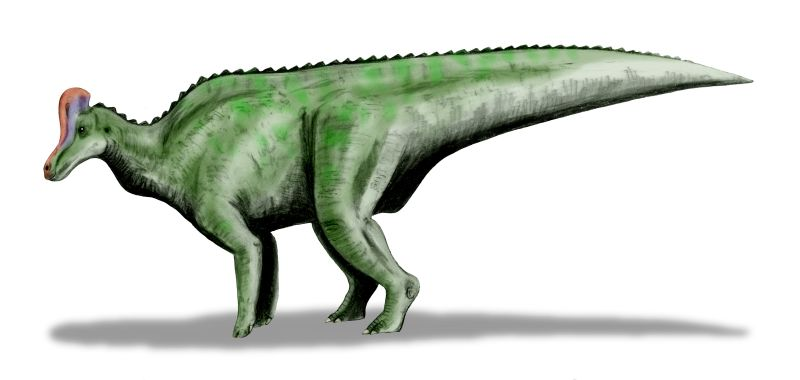
Representación en vida de un Velafrons.